# Brian Perk
Brian Gregory Perk (Rancho Santa Margarita, California, 21 de julio de 1989) es un exfutbolista estadounidense que jugó de Portero en el L.A. Galaxy de la Liga estadounidense.

## Carrera

### Profesional
Perk fue elegido en la 4.ª Ronda (puesto 49) del Draft de la MLS 2010 por el club Philadelphia Union.
Su Debut fue el 14 de julio del 2010 como suplente contra el Celtic F.C.

## Clubes
| Club                 | País           | Temporadas        |
| -------------------- | -------------- | ----------------- |
| Washington Crossfire | Estados Unidos | 2009              |
| Philadelphia Union   | Estados Unidos | 2010 - 2011       |
| Los Angeles Galaxy   | Estados Unidos | 2011 - Actualidad |

- Datos: Q524676